# 葛兆恩
葛兆恩（1997年11月10日—），台灣男歌手、演员，高凌风獨子。2011年发行个人首张单曲《冬天里的第二把火》，由周杰伦作曲。

## 演藝生涯
葛兆恩进军演艺圈，首张单曲〈冬天裡的第二把火〉跟高凌风的代表作〈冬天裡的一把火〉只差两个字，MV则是到莊敬高職动员近千位学生一起跳舞。
葛兆恩於2012年5月参加了湖南卫视《天天向上》和搜狐视频联手推出的选秀节目《向上吧！少年》，在长沙赛区已入围200强。
高凌風離婚事件落幕後，14歲的兒子葛兆恩凌晨1點跟朋友進入夜店primo，高凌風茫然說：「我不知道，我在新加坡作秀。」媽媽金友莊則說：「他是跟上海朋友去，應該沒有喝酒！我要好好說說他，要他10點就上床睡覺！」
葛兆恩14歲違法進入夜店，高凌風護航認為葛兆恩「天分不該埋沒」，並表示學歷不重要；余天怒轟高凌風此言「有毛病」，也說這年代「沒有學歷等於沒有工作」。許常德也吐槽「真要有天份，更需給這天份一些控制力、忍耐力和厚實力」，直指不該只說學歷不重要、卻沒看到其他計畫。
2014年2月17日，高凌风因血癌病逝新店慈济医院，享年63岁，葛兆恩在新店慈济医院门口向外界证实消息后，深夜11点40分也在微博留言“……敬永远的青蛙王子高凌风。」
2020年，参加芒果TV说唱音乐综艺节目《说唱听我的》第一季。

## 爭議
高凌風之子葛兆恩（寶弟）發單曲，找周杰倫量身打造「冬天裡的第二把火」，甚至還找莊敬高中學生拍MV，希望創造震撼的千人共舞，沒想到該校家長投訴，孩子不願意也不想練舞，對此，高凌風表示，已跟學校討論這個問題，非演藝科學生也要求校方告知家長，可能學校動作沒那麼快，還沒有通知到每一個家長。

## 音樂作品

### 數位專輯
| 名稱         | 發行時間       | 發行公司     | 曲目                                                      |
| ------------ | -------------- | ------------ | --------------------------------------------------------- |
| 《太陽雨》   | 2025年3月27日  | 傳璽工作室   | 曲目 1. 太陽雨 2. 瓶中信 3. 我需要你 (feat. Nelson紀成澔) |
| 《選擇題》   | 2023年3月31日  | 金傳影視娛樂 | 曲目 1. 選擇題 2. Money Flow                              |
| 《遊戲規則》 | 2021年8月16日  | 海蝶音樂     | 曲目 1. 遊戲規則 2. Don't Call Me                         |
| 《KODII》    | 2020年10月29日 | 海蝶音樂     | 曲目 1. 無時無刻 2. OK!                                   |

### 單曲
| 歌曲名稱               | 作曲                             | 作詞                 |
| ---------------------- | -------------------------------- | -------------------- |
| 《那一天的瞬間》       | 作曲：陳玉立                     | 作词：武雄           |
| 《還好還好》           | 作曲：赖贤光                     | 作词：赖贤光         |
| 《摇滚妹妹》           | 作曲：Jerry Leiber、Mike Stoller | 作词：何松龄         |
| 《为什么为什么为什么》 | 作曲：马兆骏                     | 作词：姚天授         |
| 《冬天裡的第二把火》   | 作曲：周杰伦                     | 作词：宋健彰（弹头） |

## 電視劇
| 年份   | 劇名                 | 角色   | 備註        |
| ------ | -------------------- | ------ | ----------- |
| 2014年 | 《逆轉》             | 李睿   |             |
| 2016年 | 《後菜鳥的燦爛時代》 | 鍾雨翰 |             |
| 2019年 | 《長安十二時辰》     | 永王   |             |
| 2019年 | 《陪你到世界之巔》   | 祈越   |             |
| 2023年 | 《阿叔》             | 趙立民 |             |
| 2025年 | 《對立而已》         | 黑宇柏 | [ 7 ]       |
| 2025年 | 《天知道》           | 王傑夫 | [ 8 ] [ 9 ] |
| 2025年 | 《黑白原來是真的》   |        |             |

## 電影
| 年份   | 片名       | 角色         | 合作演員             |
| ------ | ---------- | ------------ | -------------------- |
| 2018年 | 有一種喜歡 | 孫彬         | 李玉璽、畢書盡       |
| 2024年 | 血色旗袍   | [ 來源請求 ] | 原腾、陈馷佳、黄洁琪 |

## 外部連結
- 葛兆恩的Facebook專頁
- 葛兆恩的Instagram帳戶
- 葛兆恩的新浪微博